# Lilyhammer/Episodenliste
Diese Episodenliste enthält alle Episoden der norwegischen Krimiserie Lilyhammer, sortiert nach der norwegischen Erstausstrahlung. Zwischen 2011 und 2014 entstanden in drei Staffeln insgesamt 24 Episoden mit einer Länge von jeweils etwa 45 Minuten.

## Übersicht
| Staffel | Episodenanzahl | Erstausstrahlung Norwegen/USA | Erstausstrahlung Norwegen/USA | Deutschsprachige Erstausstrahlung | Deutschsprachige Erstausstrahlung |
| Staffel | Episodenanzahl | Staffelpremiere               | Staffelfinale                 | Staffelpremiere                   | Staffelfinale                     |
| ------- | -------------- | ----------------------------- | ----------------------------- | --------------------------------- | --------------------------------- |
| 1       | 8              | 25. Januar 2012               | 6. Februar 2012               | 17. Januar 2013                   | 7. Februar 2013                   |
| 2       | 8              | 23. Oktober 2013              | 11. Dezember 2013             | 8. Januar 2014                    | 26. Februar 2014                  |
| 3       | 8              | 29. Oktober 2014              | 17. Dezember 2014             | 24. Februar 2015                  | 14. April 2015                    |

## Staffel 1
Die Erstausstrahlung der ersten beiden Episoden der ersten Staffel war am 25. Januar und am 1. Februar 2012 auf dem norwegischen Fernsehsender NRK1 zu sehen. Die restlichen Episoden wurde erstmals am 6. Februar 2012 auf dem Video-on-Demand-Anbieter Netflix veröffentlicht. Die deutschsprachige Erstausstrahlung sendete der Sender SRF zwei vom 17. Januar bis zum 7. Februar 2013.
| Nr. (ges.) | Nr. (St.) | Deutscher Titel         | Originaltitel        | Erstausstrahlung Norwegen/USA | Deutschsprachige Erstausstrahlung (CH) | Regie                | Drehbuch                                         |
| ---------- | --------- | ----------------------- | -------------------- | ----------------------------- | -------------------------------------- | -------------------- | ------------------------------------------------ |
| 1          | 1         | Kulturelle Unterschiede | Reality Check        | 25. Jan. 2012                 | 17. Jan. 2013                          | Simen Alsvik         | Anne Bjørnstad, Eilif Skodvin & Steven Van Zandt |
| 2          | 2         | Schnapsideen            | The Flamingo         | 1. Feb. 2012                  | 17. Jan. 2013                          | Simen Alsvik         | Anne Bjørnstad, Eilif Skodvin & Steven Van Zandt |
| 3          | 3         | Guantanamo Blues        | Guantanamo Blues     | 6. Feb. 2012                  | 24. Jan. 2013                          | Geir Henning Hopland | Anne Bjørnstad, Eilif Skodvin & Steven Van Zandt |
| 4          | 4         | Die Hebamme             | The Midwife          | 6. Feb. 2012                  | 24. Jan. 2013                          | Geir Henning Hopland | Anne Bjørnstad, Eilif Skodvin & Steven Van Zandt |
| 5          | 5         | Affentheater            | My Kind Of Town      | 6. Feb. 2012                  | 2. Feb. 2013                           | Lisa Marie Gamlem    | Anne Bjørnstad, Eilif Skodvin & Steven Van Zandt |
| 6          | 6         | Gangster auf Abwegen    | Pack Your Lederhosen | 6. Feb. 2012                  | 2. Feb. 2013                           | Lisa Marie Gamlem    | Anne Bjørnstad, Eilif Skodvin & Steven Van Zandt |
| 7          | 7         | Die Reifeprüfung        | The Babysitter       | 6. Feb. 2012                  | 7. Feb. 2013                           | Geir Henning Hopland | Anne Bjørnstad, Eilif Skodvin & Steven Van Zandt |
| 8          | 8         | Unter Trollen           | Trolls               | 6. Feb. 2012                  | 7. Feb. 2013                           | Geir Henning Hopland | Anne Bjørnstad, Eilif Skodvin & Steven Van Zandt |

## Staffel 2
Die Erstausstrahlung der zweiten Staffel war vom 23. Oktober bis zum 11. Dezember 2013 auf dem norwegischen Fernsehsender NRK1 zu sehen. Die deutschsprachige Erstausstrahlung sendete der deutsche Bezahlfernsehsender TNT Serie vom 8. Januar bis zum 26. Februar 2014.
| Nr. (ges.) | Nr. (St.) | Deutscher Titel             | Originaltitel     | Erstausstrahlung Norwegen | Deutschsprachige Erstausstrahlung (D) | Regie                | Drehbuch                                          |
| ---------- | --------- | --------------------------- | ----------------- | ------------------------- | ------------------------------------- | -------------------- | ------------------------------------------------- |
| 9          | 1         | Der Pate und die Taufe      | Milwall Brick     | 23. Okt. 2013             | 8. Jan. 2014                          | Simen Alsvik         | Eilif Skodvin, Steven Van Zandt & Helena Nielsen  |
| 10         | 2         | Der Meisterkoch             | Out of Africa     | 30. Okt. 2013             | 15. Jan. 2014                         | Simen Alsvik         | Eilif Skodvin, Steven Van Zandt & Jadranko Mehic  |
| 11         | 3         | Im Muriburi-Land            | Fiddler’s Green   | 6. Nov. 2013              | 22. Jan. 2014                         | Ole Endresen         | Eilif Skodvin, Steven Van Zandt & Thomas H. Solli |
| 12         | 4         | Große Fische                | The Black Toe     | 13. Nov. 2013             | 29. Jan. 2014                         | Ole Endresen         | Eilif Skodvin, Steven Van Zandt & Jadranko Mehic  |
| 13         | 5         | Feindliche Übernahme        | The Island        | 20. Nov. 2013             | 5. Feb. 2014                          | Ole Endresen         | Eilif Skodvin, Steven Van Zandt & Helena Nielsen  |
| 14         | 6         | Auf Bieberjagd              | Special Education | 27. Nov. 2013             | 12. Feb. 2014                         | Geir Henning Hopland | Eilif Skodvin, Steven Van Zandt & Thomas H. Solli |
| 15         | 7         | Die Sache mit den Rentieren | The Freezer       | 4. Dez. 2013              | 19. Feb. 2014                         | Geir Henning Hopland | Eilif Skodvin, Steven Van Zandt & Thomas H. Solli |
| 16         | 8         | Offene Rechnungen           | Ghosts            | 11. Dez. 2013             | 26. Feb. 2014                         | Geir Henning Hopland | Eilif Skodvin, Steven Van Zandt & Jadranko Mehic  |

## Staffel 3
Die Erstausstrahlung der dritten Staffel war vom 29. Oktober bis zum 17. Dezember 2014 auf dem norwegischen Fernsehsender NRK1 zu sehen. Die deutschsprachige Erstausstrahlung sendete der deutsche Bezahlfernsehsender TNT Serie vom 24. Februar bis zum 14. April 2015.
| Nr. (ges.) | Nr. (St.) | Deutscher Titel              | Originaltitel                                                 | Erstausstrahlung Norwegen | Deutschsprachige Erstausstrahlung (D) | Regie            | Drehbuch                                                          |
| ---------- | --------- | ---------------------------- | ------------------------------------------------------------- | ------------------------- | ------------------------------------- | ---------------- | ----------------------------------------------------------------- |
| 17         | 1         | Schusswechsel mit Tiger      | Tiger Boy                                                     | 29. Okt. 2014             | 24. Feb. 2015                         | Simen Alsvik     | Eilif Skodvin, Anne Bjørnstad, Steven Van Zandt & Jadranko Mehic  |
| 18         | 2         | Transatlantische Beziehungen | Stranded Foreign Affairs (Alternativtitel)                    | 5. Nov. 2014              | 3. März 2015                          | Simen Alsvik     | Eilif Skodvin, Anne Bjørnstad, Steven Van Zandt & Tomas H. Solli  |
| 19         | 3         | Heimkehr                     | The Homecoming                                                | 12. Nov. 2014             | 10. März 2015                         | Øystein Karlsen  | Eilif Skodvin, Anne Bjørnstad, Steven Van Zandt & Jadranko Mehic  |
| 20         | 4         | Der Absprung                 | The Jump The Mind Is Like A Monkey (Alternativtitel)          | 19. Nov. 2014             | 17. März 2015                         | Øystein Karlsen  | Eilif Skodvin, Anne Bjørnstad, Steven Van Zandt & Tomas H. Solli  |
| 21         | 5         | Ein Licht für Ramallah       | Tommy                                                         | 26. Nov. 2014             | 24. März 2015                         | Øystein Karlsen  | Eilif Skodvin, Anne Bjørnstad, Steven Van Zandt & Jadranko Mehic  |
| 22         | 6         | Identitätskrise              | Where the Grass is Greener The Minstrel Boy (Alternativtitel) | 3. Dez. 2014              | 31. März 2015                         | Tuva Novotny     | Eilif Skodvin, Anne Bjørnstad, Steven Van Zandt & Tomas H. Solli  |
| 23         | 7         | Er ruhe in Frieden           | The Funeral                                                   | 10. Dez. 2014             | 7. Apr. 2015                          | Øystein Karlsen  | Eilif Skodvin, Anne Bjørnstad, Steven Van Zandt & Jadranko Mehic  |
| 24         | 8         | Showdown                     | Loose Ends                                                    | 17. Dez. 2014             | 14. Apr. 2015                         | Steven Van Zandt | Steven Van Zandt, Eilif Skodvin, Anne Bjørnstad, & Tomas H. Solli |